# مأمور مخفی (فیلم ۱۹۹۶)
مأمور مخفی (به انگلیسی: The Secret Agent) فیلمی محصول سال ۱۹۹۶ به کارگردانی کریستوفر همپتون است. در این فیلم بازیگرانی همچون باب هاسکینز، پاتریشا آرکت، ژرار دوپاردیو، جیم برودبنت، کریستین بیل، ادی ایزارد، الیزابت اسپرینگز، پیتر وان، جولین وادهام و رابین ویلیامز ایفای نقش کرده‌اند.